# Залізна маска (фільм, 1962)
Залізна маска (фр. Le Masque de fer) — художній фільм, екранізація твору Олександра Дюма-батька.

## Сюжет
На острові в Середземному морі у в'язниці укладений якийсь полонений в залізній масці. Під страхом смерті заборонено бачити в'язня без неї. Людовик XIV, король Франції, небезпечно хворий. Хвороба ставить під загрозу зриву підписання мирного договору з Іспанією, головною умовою якого є шлюб Людовіка XIV і іспанської інфанти. Кардинал Мазаріні доручає капітану Д'Артаньяну доставити в Париж таємничого полоненого. Але тому допомагає бігти його кохана, дочка начальника тюрми, красуня Ізабель…
Накази вищих осіб держави постійно заважають д'артаньяну усамітнитися з його коханої, мадам де Шом.

## У ролях
- Жан Маре — Шарль д'Артаньян
- Жан-Франсуа Порон — король Франції Людовик XIV і його брат-близнюк Анрі
- Жан Рошфор — Ластремо
- Сільва Кошина — Маріон, актриса
- Жизель Паскаль — мадам де Шом, кохана д'Артаньяна
- Клодін Оже — Ізабель де Сен-Мар

## Знімальна група
- Сценаріст : Жерар Девріє
- Режисер : Анрі Декуен
- Оператор : П'єр Петі
- Композитор : Жорж ван Парис